# Estatua de La Libertad (Concepción)
La Estatua de la Libertad es una escultura de Concepción, Tucumán, Argentina. Está ubicada en la Plaza Mitre de la ciudad del sur tucumano. En 2021 la escultura fue declarada como Patrimonio Histórico y Cultural de la ciudad de Concepción.

## Historia
Hay diversas historias sobre el origen de la estatua. Se dice que originalmente fue construida por el escultor italiano Mario Gino para ser instalada en la Plaza Independencia de la capital tucumana, pero fue considerada impúdica al poseer el busto descubierto por las damas de la época. Por esta razón fue trasladada a Concepción por el intendente Pascual Ferro.
Pero en 2016, en base a documentos municipales y diarios de aquellos años, se descubrió que la estatua fue encargada para ser erigida en conmemoración de la independencia Argentina en 1916 por una comisión a cargo del homenaje. Primeramente, la inauguración debía realizarse el 9 de julio de 1916 por los festejos del centenario de la declaración de independencia de Argentina, más no se llevó a cabo. Por ende la inauguración se pospuso para el 24 de octubre y luego para el 25 de diciembre de ese año, pero no se pudo instalar y en su lugar se creó una fuente.
Finalmente la escultura fue inaugurada el 14 de enero de 1917 por el gobernador Ernesto Padilla, el intendente Pascual Ferro y autoridades provinciales y municipales. La figura se colocó sobre el pedestal inaugurado en 1910 por los festejos del centenario de la Revolución de Mayo, que era obra de Pedro Dall Asta. La estatua de la Libertad es la imagen de una mujer que alegóricamente representa la libertad avanzando contra el viento, de torso descubierto. Sobre una mano alza una luz que simboliza la razón y en la otra sostiene las leyes escritas.En 2019, en consonancia con la remodelación de la Plaza Mitre, se instaló nueva iluminación sobre el monumento y se lo revalorizó.